# Drink (premetrostation)
Drink is een spookstation van de Antwerpse premetro onder de Turnhoutsebaan in Borgerhout, ter hoogte van de kruispunten met de Drink en de Eliaertsstraat. Na decennialang ongebruikt in ruwbouwstaat te blijven, zal het station geopend worden in het najaar 2027.
Op straatniveau liggen er 2 afgesloten toegangen, eentje voor het Ecohuis, de andere aan de overzijde van de Turnhoutsebaan in de Eliaertsstraat. Op niveau -1 is een stationshal aanwezig die toegang geeft tot de perrons op -2 en -3 en de toegangen naar straatniveau. Op niveau -2 ligt het 90m lange perron richting Carnot, terwijl op -3 het 90m lange perron richting Zegel ligt. Na ingebruikname in het najaar 2027 zal het station bediend worden door de (opvolgers van de) premetrolijnen 8 en 10.

## Geschiedenis
De werken aan het station begonnen in 1977, maar werden in 1981 stilgelegd. Het station was bedoeld voor de tramlijnen die op de Turnhoutsebaan reden: de lijnen 10 naar Deurne-Noord (nu Wijnegem) en 24 naar Deurne-Zuid en Silsburg.
Op 3 april 2008 zei minister van openbare werken Hilde Crevits dat ofwel Drink, ofwel station Zegel zal geopend worden in het kader van het Pegasusplan, waarbij de lijnen 10 en 24 als sneltram langs respectievelijk Wijnegem tot Malle en langs Borsbeek tot Ranst zouden verlengd worden. Uiteindelijk is beslist dat Zegel als eerste geopend zal worden en niet Drink, omdat Zegel betere ontsluitingsmogelijkheden heeft dan Drink. Hoewel op zaterdag 18 april 2015 de Reuzenpijp vervolgens in gebruik genomen werd, geldt dit dus niet voor station Drink. Tramlijnen 8 en (sinds 2017) 10 stoppen hier immers niet: het station werd enkel ingericht als nooduitgang.
In het stedelijk bestuursakkoord dat in december 2018 tussen de partijen van de nieuwe coalitie voor de periode 2019-2024 werd opgesteld, wordt echter expliciet vermeld dat dit station in gebruik zal genomen worden.
In juli 2022 gaf de Vlaamse regering toelating voor de aanbesteding voor afwerking van de ongebruikte premetrotunnel onder de Kerkstraat-Pothoekstraat, inclusief de twee ongebruikte stations Sint-Willibrordus en Stuivenberg. Gelijktijdig worden ook twee ongebruikte stations in de reeds operationele Reuzenpijp afgewerkt: Drink en Morckhoven. Dit project is als onderdeel van het Routeplan 2030 reeds begroot en het station Drink wordt daarbij tegen het najaar 2027 afgewerkt.